# 戴尔·贝格-史密斯
戴尔·贝格-史密斯（英語：Dale Begg-Smith，1985年1月18日—），澳大利亚男子自由式滑雪运动员。他曾代表澳大利亚参加2006年、2010年和2014年冬季奥林匹克运动会自由式滑雪比赛，获得一枚金牌和一枚银牌。